# Black Achievement Month
Black Achievement Month (BAM) is een jaarlijks Nederlands evenement in oktober dat 'Black Achievers' (zwarte Nederlanders van Afrikaanse afkomst) en hun bijdrage aan de Nederlandse samenleving bij een breed publiek onder de aandacht brengt. Het doel is het tegengaan van racisme, discriminatie, vreemdelingenhaat en intolerantie en het bereiken van volledige inclusie van de zwarte gemeenschap in Nederland. Het is een initiatief van het Nationaal instituut Nederlands slavernijverleden en erfenis (NiNsee), dat het evenement voor het eerst organiseerde in 2016.
In Black Achievement Month vinden allerlei activiteiten plaats, waaronder debatten, exposities, literatuurcollecties, workshops, spoken word- theater-, dans-, muziek- en filmvoorstellingen. Gekoppeld aan BAM is ook de uitreiking van de Black Achievement Awards.
Black Achievement Month is voortgekomen uit de Nederlandse viering rond 2010 van Black History Month. Deze viering, die op de "zwarte" kant van de Nederlandse geschiedenis focuste, werd georganiseerd door de Association of Students of African Heritage (ASAH, vertaald: Vereniging van Studenten van Afrikaanse Afkomst) in samenwerking met NiNsee.